# کانیا نوجوان
کانیا نوجوان (به بنگالی: Teen Kanya) فیلمی محصول سال ۱۹۶۱ و به کارگردانی ساتیاجیت رای است. در این فیلم بازیگرانی همچون سومیترا چاترجی، آپارنا سن، نیرپاتی چاتوپادهی ایفای نقش کرده‌اند.